# Préparateur automobile
Un préparateur automobile est une entreprise transformant des véhicules produits par des constructeurs automobiles. Les préparateurs conçoivent parfois des versions à part entière (avec parfois des véhicules immatriculés sous la marque du préparateur), en améliorant les performances (moteur, freinage, trains roulants, aérodynamique), en modifiant le design intérieur et/ou extérieur, en remplaçant des éléments de série par du très haut de gamme ou des pièces produites artisanalement.
Certains préparateurs sont spécialisés dans l'adaptation de véhicules pour la compétition ou pour des utilisations très spécifiques (voitures pour chauffeurs handicapés, véhicules de police, voitures blindées, taxis, limousines, etc.). En ce sens, la « préparation automobile » diffère du tuning.
On distingue les préparateurs « constructeurs », filiales détenues par des grands constructeurs, des préparateurs indépendants.

## Préparateurs constructeurs
Les préparateurs constructeurs sont des filiales détenues par un constructeur. Ils ne travaillent que sur les véhicules de leur maison-mère et selon les consignes de cette dernière. Toutefois, les préparateurs constructeurs sont relativement autonomes parfois en raison de leur passé historique bien distinct de la maison mère.
| Nom                                  | Nationalité | Constructeur                          |
| ------------------------------------ | ----------- | ------------------------------------- |
| Abarth                               | Italie      | Fiat                                  |
| Alpina                               | Allemagne   | BMW (acquisition planifiée pour 2025) |
| AMG                                  | Allemagne   | Mercedes-Benz                         |
| BMW Motorsport                       | Allemagne   | BMW                                   |
| Brabus (smart-BRABUS GmbH)           | Allemagne   | Smart                                 |
| Chevrolet Performance                | États-Unis  | General Motors                        |
| Citroën Racing                       | France      | Citroën                               |
| Darl'mat                             | France      | Peugeot                               |
| Ford Performance Vehicles (FPV)      | Australie   | Ford                                  |
| Ford Racing                          | États-Unis  | Ford                                  |
| G-POWER                              | Allemagne   | BMW                                   |
| Holden Special Vehicles (HSV)        | Australie   | Holden                                |
| John Cooper Works                    | Royaume-Uni | MINI                                  |
| Manhart                              | Allemagne   | BMW                                   |
| Mazdaspeed                           | Japon       | Mazda                                 |
| Brabus                               | Allemagne   | Mercedes                              |
| Mopar                                | États-Unis  | Chrysler Group LLC                    |
| Mugen Motorsports                    | Japon       | Honda                                 |
| Nismo                                | Japon       | Nissan                                |
| Opel Performance Center (OPC)        | Allemagne   | Opel                                  |
| Peugeot Sport                        | France      | Peugeot                               |
| Polestar                             | Suède       | Volvo                                 |
| ABT                                  | Allemagne   | Audi                                  |
| Ralliart                             | Royaume-Uni | Mitsubishi                            |
| Renault Sport (ex-Gordini et Alpine) | France      | Renault                               |
| Street & Racing Technology (SRT)     | États-Unis  | Chrysler Group LLC                    |
| Subaru Tecnica International (STI)   | Japon       | Subaru                                |
| Super Sport                          | États-Unis  | Chevrolet                             |
| Toyota Racing Development (TRD)      | Japon       | Toyota                                |

## Préparateurs indépendants
Certains préparent des autos afin d'accroître leur popularité par l'exclusivité de leur préparation, d'autres travaillent dans le but de rechercher la performance grâce à une recherche et développement très avancée mais ne vendent que peu de voitures. Certains préparateurs se contentent de créer des kits carrosseries dans le but de personnaliser l'apparence des véhicules.
Certains préparateurs indépendants se distinguent par les relations étroites qu’ils entretiennent avec les constructeurs automobiles. Brabus, historiquement préparateur de Mercedes-Benz, est devenu en 2002 le préparateur officiel de Smart, faisant également partie du groupe Daimler AG, grâce à la coentreprise smart-BRABUS GmbH. Alpina, préparateur de BMW, collabore étroitement avec le constructeur : BMW fournit les données techniques de ses futurs modèles plus de quatre ans avant leur sortie ; la plupart des voitures Alpina sont en grande partie voire entièrement fabriquées par BMW sur ses lignes d’assemblage, certains modèles font partie de la gamme de BMW en Amérique du Nord tandis que des moteurs et versions sportives de voitures BMW ont été partiellement développés par Alpina.
Certains préparateurs allemands apportant de nombreuses modifications techniques de qualité à leurs véhicules ont obtenu le statut de constructeur automobile à part entière. Il s’agit notamment des cas de RUF pour Porsche et Alpina pour BMW. La marque de leurs modèles est ainsi respectivement RUF et Alpina et non Porsche et BMW (excepté les BMW Alpina vendues par BMW aux États-Unis et au Canada).
| Nom                     | Nationalité        | Marques préparées                                                                                                   |
| ----------------------- | ------------------ | --- |
| 3D                      | Japon              | BMW |
| 9ff                     | Allemagne          | Porsche |
| Abt Sportsline          | Allemagne          | Porsche, Seat, Škoda, Volkswagen, Audi                                                                              |
| AC Schnitzer            | Allemagne          | BMW, Mini, Land Rover                                                                                               |
| Addesign                | Russie             | Mercedes, BMW, Audi                                                                                                 |
| Alpina                  | Allemagne          | BMW (Alpina est devenu constructeur en 1983 et sera acquis par BMW en 2025)                                         |
| A&L Racing              | États-Unis         | Honda |
| Amuse                   | Japon              | Toyota, Honda, Nissan                                                                                               |
| Anderson Germany        | Allemagne          | Audi, Ferrari, Porsche, Maserati                                                                                    |
| APR Performance         | États-Unis         | Principalement des marques japonaises                                                                               |
| Arden                   | Allemagne          | Jaguar, Range Rover                                                                                                 |
| Armada Racing           | France             | Principalement des marques européennes (Renault, Porsche, Audi, etc.)                                               |
| ART Tuning              | Allemagne          | Mercedes |
| Asi                     | Japon              | Bentley |
| Asma                    | Allemagne          | Mercedes |
| Autech                  | Japon              | Nissan |
| Auto Couture            | Japon              | Mercedes, Lamborghini, Maserati, Lexus, Toyota, Infiniti, Jaguar, Land Rover, Bentley, BMW                          |
| Autodelta               | Italie             | Alfa Romeo |
| B&B                     | Allemagne          | Volkswagen, Audi, Škoda, Seat                                                                                       |
| BF Performance          | Allemagne          | Lamborghini, Bentley, Audi                                                                                          |
| Blitz                   | Japon              | Nissan, Toyota, Lexus, Subaru, Mitsubishi                                                                           |
| Bonspeed                | États-Unis         | Ford, Jaguar |
| Brabham                 | Allemagne          | BMW |
| Brabus                  | Allemagne          | Mercedes, Smart (préparateur officiel), Maybach, Tesla                                                              |
| Breyton                 | Allemagne          | BMW |
| Callaway                | États-Unis         | Corvette |
| Caractere               | Belgique           | Audi, Porsche, Volkswagen                                                                                           |
| Cardi                   | Russie             | Mercedes, Honda, Range Rover, Volkswagen, Porsche                                                                   |
| Cargraphic              | Allemagne          | Porsche, Audi, Lamborghini, Aston Martin                                                                            |
| Carlex                  | Pologne            | BMW, Lamborghini, Land Rover, Maserati, Mercedes, Mini, Porsche, Rolls-Royce, Toyota                                |
| Carlsson                | Allemagne          | Mercedes, Smart |
| Castagna Milano         | Italie             | Toutes marques |
| Claer Automobile        | Allemagne          | Volkswagen Multivan                                                                                                 |
| Comptech                | États-Unis         | Honda |
| DelaVilla               | France             | Porsche |
| Digit Power             | Suisse             | Principalement des marques européennes et japonaises                                                                |
| Dijon Gestion Moteur    | France             | Principalement Alpine, BMW, Mercedes, Volkswagen AG, Porsche                                                        |
| Dimex                   | Allemagne          | Imola Racing : Ferrari LeoNardo Maserati JotaBulls (ex-Miura Corse) : Lamborghini Royal Excellence : Aston Martin   |
| Dinan                   | États-Unis         | BMW |
| DMC                     | Allemagne          | McLaren, Lamborghini, Ferrari                                                                                       |
| Edo Competition         | Allemagne          | Ferrari, Maserati, Mercedes, Porsche, Lamborghini                                                                   |
| EiP                     | Allemagne          | Volkswagen, Audi |
| Elia Tuning             | Allemagne          | Renault, Nissan, Dacia, Volkswagen                                                                                  |
| Enco                    | Allemagne          | Porsche, Bentley |
| Expression              | Belgique           | Mercedes |
| Fab Design              | Suisse             | Mercedes |
| Fabulous                | Japon              | Mercedes, Ferrari, BMW, Toyota, Lexus, Honda, Nissan                                                                |
| Geiger                  | Allemagne          | Hummer, Corvette, Ford                                                                                              |
| Gemballa                | Allemagne          | Porsche, Mclaren, Ferrari                                                                                           |
| German Special Customs  | Allemagne          | Porsche |
| G-Power                 | Allemagne          | BMW |
| Gutmann                 | Allemagne          | Peugeot |
| Hamann                  | Allemagne          | BMW, Ferrari, Mini, Porsche, Range Rover, Lamborghini, Mercedes, Rolls Royce                                        |
| Hartge                  | Allemagne          | BMW, Mini, Range Rover                                                                                              |
| Heffner                 | États-Unis         | Dodge, Ford, Lamborghini                                                                                            |
| Heico                   | Allemagne          | Volvo |
| Hennessey               | États-Unis         | Dodge, Ford, Jeep                                                                                                   |
| HGP                     | Allemagne          | Volkswagen, Audi |
| Hirsch Performance      | Suisse             | Saab |
| HKS                     | Japon              | Nissan |
| Hofele                  | Allemagne          | Porsche, Audi, Volkswagen                                                                                           |
| HPA Motorsports         | États-Unis         | Audi, Volkswagen, Mini                                                                                              |
| Hurst Performance       | États-Unis         | Dodge |
| Impul                   | Japon              | Infiniti, Nissan |
| Imsa                    | Allemagne          | Lamborghini, Audi                                                                                                   |
| Inden Design            | Allemagne          | Mercedes, Smart, Ferrari                                                                                            |
| Ings                    | Japon              | Nissan, Mitsubishi, Subaru, Toyota, Honda, Mazda                                                                    |
| Innotech                | République tchèque | Corvette |
| Inside                  | Allemagne          | BMW |
| Irmscher                | Allemagne          | Opel, Chevrolet, Saab, Cadillac                                                                                     |
| Italcar Design          | Suisse             | Lamborghini |
| J.N. Hephaiss           | Japon              | Ferrari, Porsche |
| JE-design               | Allemagne          | Audi, Volkswagen, Seat, Skoda                                                                                       |
| JMS                     | Allemagne          | BMW |
| Jun                     | Japon              | Honda, Isuzu, Mazda, Mitsubishi, Nissan, Subaru, Toyota                                                             |
| Kahn Design             | Royaume-Uni        | Land Rover |
| Kelleners               | Allemagne          | BMW, Mini |
| Kent Larsson            |                    | Audi |
| Kicherer                | Allemagne          | Mercedes |
| Kleemann                | Danemark           | Mercedes |
| Koenig Specials         | Allemagne          | Ferrari, Lamborghini, Porsche, BMW, Mercedes                                                                        |
| Königseder              | Autriche           | Smart, Opel, Land Rover, Infiniti, Jeep, Dodge, Audi                                                                |
| Koro                    | Allemagne          | Porsche |
| Larte                   | Allemagne          | Land Rover |
| LB performance          | Japon              | Lamborghini, Nissan, Audi, BMW, Ferrari, McLaren, Dodge, Ford                                                       |
| Lingenfelter            | États-Unis         | Chevrolet, Cadillac, Pontiac, GMC, Hummer, Dodge                                                                    |
| Loder1899               | Allemagne          | Ford, Aston Martin, Land Rover, Jaguar, Mazda, Volvo                                                                |
| Lorinser                | Allemagne          | Mercedes, Smart |
| Lotec                   | Allemagne          | Mercedes |
| LSE Design              | Royaume-Uni        | Range Rover |
| Lumma                   | Allemagne          | BMW, Porsche, Audi, Ford, Volkswagen, Opel                                                                          |
| LX-Sport                | Japon              | Nissan, Toyota, Lexus, Subaru                                                                                       |
| Manhart                 | Allemagne          | BMW, Mini, Porsche                                                                                                  |
| Mansory                 | Allemagne          | Aston Martin, Bentley, BMW, Ferrari, Rolls-Royce, Porsche, Mercedes, Lamborghini, Bugatti, Smart, McLaren           |
| Manthey                 | Allemagne          | Porsche |
| Merkur                  | Allemagne          | Fiat, Peugeot |
| Mine's                  | Japon              | Nissan, Mitsubishi, Subaru                                                                                          |
| MKB                     | Allemagne          | Mercedes |
| Morrison                | États-Unis         | Chevrolet |
| Motor Sport             | France             | Toutes marques Boitier Additionnel                                                                                  |
| MS Design               | Autriche           | Marques européennes et asiatiques principalement                                                                    |
| MTM                     | Allemagne          | Audi, Volkswagen, Seat, Škoda, Lamborghini, Bentley, Porsche                                                        |
| Noelle motors           | Allemagne          | BMW, Range Rover, Porsche                                                                                           |
| Nothelle                | Allemagne          | Audi, Volkswagen, Seat, Škoda, Jaguar                                                                               |
| Novitec                 | Allemagne          | Alfa Romeo, Fiat, Lancia, McLaren, Tesla Rosso : Ferrari Spofec Rolls-Royce Torado Lamborghini Tridente : Maserati, |
| Nowack                  | Allemagne          | Toutes marques mais surtout BMW                                                                                     |
| NTC                     | Allemagne          | Marques européennes et japonaises                                                                                   |
| Oettinger               | Allemagne          | Audi, Volkswagen |
| Overfinch               | Royaume-Uni        | Land Rover |
| Pogea Racing            | Allemagne          | Audi, Alfa Romeo, Ferrari, Mercedes                                                                                 |
| Power Enterprises       | Japon              | Nissan, Mazda, Subaru, Mitsubishi                                                                                   |
| PPI (en)                | Allemagne          | Audi |
| Premier 4509            | Japon              | Lamborghini, Bentley, Aston Martin                                                                                  |
| Prior Design            | Allemagne          | Mercedes, BMW, Audi, Volkswagen, Porsche, Mini                                                                      |
| Prodrive                | Royaume-Uni        | Subaru, Ferrari, Aston Martin                                                                                       |
| Project Kahn            | Royaume-Uni        | Aston Martin, BMW, Audi, Porsche, Mercedes, Land Rover                                                              |
| Racing Dynamics         | Italie             | BMW, Range Rover, Rolls-Royce                                                                                       |
| Rauh Welt Begriff (RWB) | Japon              | Porsche |
| RDP Motorsport          | États-Unis         | Dodge, Chrysler, Jeep, Chevrolet, Ford, Toyota                                                                      |
| RedZone                 | France             | Subaru |
| Reiter Engineering      | Allemagne          | Lamborghini |
| RENNtech                | États-Unis         | Mercedes |
| Rieger                  | Allemagne          | Toutes marques |
| Rinspeed                | Suisse             | Porsche, Smart, BMW, Lotus                                                                                          |
| Rolfhartge              | Allemagne          | Mercedes |
| Roock                   | Allemagne          | Porsche |
| Roush                   | États-Unis         | Ford |
| Rucker Performance      | États-Unis         | Ford, Chevrolet |
| RUF                     | Allemagne          | Porsche (devenu constructeur en 1981)                                                                               |
| Ruggeri                 | France             | Peugeot, Talbot |
| Saleen                  | États-Unis         | Ford |
| Senner                  | Allemagne          | Audi |
| Shelby                  | États-Unis         | Ford Mustang, AC Cobra                                                                                              |
| Signal                  | Japon              | Honda Nissan |
| SKN                     | Allemagne          | Toutes marques |
| SMS Supercars           | États-Unis         | Dodge, Ford |
| SpeedArt                | Allemagne          | Porsche |
| Spoon Sports            | Japon              | Honda |
| Sportec                 | Suisse             | Audi, Porsche, Volkswagen                                                                                           |
| Startech                | Allemagne          | Chrysler, Dodge, Jeep, Land Rover, Bentley                                                                          |
| Steeda                  | États-Unis         | Ford |
| Steinmetz               | Allemagne          | Opel |
| Stola                   | Italie             | Porsche |
| Strosek                 | Allemagne          | Porsche, Nissan, Lamborghini                                                                                        |
| Switzer                 | États-Unis         | Nissan, Porsche |
| TechArt                 | Allemagne          | Porsche |
| TH Automobile           | Allemagne          | Volkswagen Multivan                                                                                                 |
| Tommykaira              | Japon              | Toyota, Nissan, Subaru                                                                                              |
| Tom's                   | Japon              | Toyota, Lexus |
| TopCar                  | Russie             | Porsche, Lamborghini, McLaren                                                                                       |
| Top Secret              | Japon              | Toyota, Honda, Nissan                                                                                               |
| Tuning Box              | Belgique           | Toutes marques |
| Underground Racing      | États-Unis         | Dodge, Lamborghini, Ford                                                                                            |
| Väth                    | Allemagne          | Mercedes, Chrysler                                                                                                  |
| VeilSide                | Japon              | Toutes marques |
| VF-Engineering          | États-Unis         | BMW, Porsche, Audi, Volkswagen                                                                                      |
| Vilner                  | Bulgarie           | Alfa Romeo |
| Vitt                    | Japon              | Mercedes |
| Vorsteiner              | États-Unis         | Bentley, BMW, Ferrari, Lamborghini, McLaren, Mercedes, Porsche, Rolls-Royce, Ventros : Nissan                       |
| Wald                    | Japon              | Lamborghini, Lexus, Mercedes, Nissan                                                                                |
| West Coast Customs      | États-Unis         | Toutes marques |
| Zele                    | Japon              | Nissan |
| Zender (en)             | Allemagne          | Toutes marques |

## Autres préparateurs automobiles
Il existe aussi d'autres types de préparateurs :
- les préparateurs de camping-cars, qui sont des sociétés aménageant les véhicules sur la base nue d'un véhicule de type utilitaire ;
- les carrossiers, qui transforment des véhicules de haut standing pour en faire des limousines ;
- les préparateurs de véhicules militaires, qui modifient la carrosserie et les vitres pour les rendre à l'épreuve des balles, ainsi que la mécanique ;
- les préparateurs de véhicules pour personnes à mobilité réduite ;
- les préparateurs modifiant le type de transmission du véhicule, comme le français Dangel ;
- les préparateurs esthétiques, chargés de la préparation esthétique des véhicules au sein des garages ou d'entreprises spécialisées. Ils se chargent du nettoyage de véhicules neufs ou d'occasion.